# Epibatydyna
Epibatydyna – organiczny związek chemiczny, alkaloid wydzielany przez żabę Epipedobates tricolor (drzewołaz trójbarwny).
Pierwotnie była stosowana przez Indian do przygotowywania zatrutych strzał. Wykazuje właściwości przeciwbólowe niemal 200 razy silniejsze niż morfina i w przeciwieństwie do niej nie wywołuje uzależnienia.